# Langanestunnelen

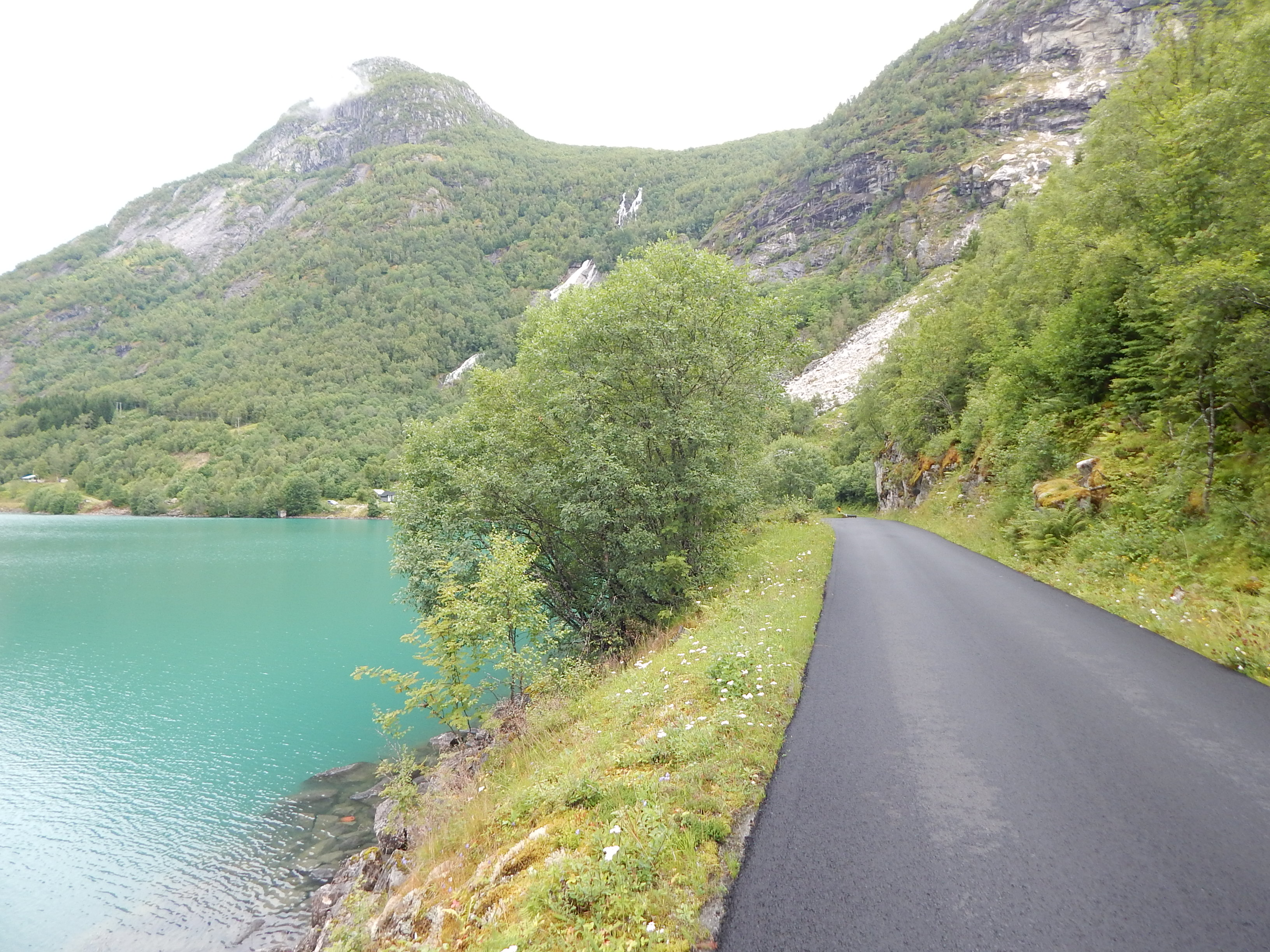
Silnice č. 337

Langanestunnelen (také Bjørnabakktunnelen) je silniční tunel na silnici č. 337 mezi obcemi Veitastrond a Hafslo v obci Luster v oblasti Vestland v Norsku. Tunel, který je 1,565 km dlouhý, umožňuje celoroční dostupnost k malé vesnici Veitastrond v blízkosti pevninského ledovce Jostedalsbreen. Stavbu provedla firma Metrostav, a. s. ve spolupráci s místní firmou Havnen Anlegg AS.

## Výstavba
Ražba tunelu probíhala v letech 2014 až 2015 v žulovém masívu pod masívem Bjørnabakkane metodou drill & blast. Maximální nadloží bylo 220 m. V roce 2016 byla dokončena výstavba portálů a vybavení tunelu. Pro běžný provoz byl otevřen 15. prosince 2016. Tunel byl ražen ve dvou profilech, na severní straně v délce 500 pro dvou pruhovou silnici a následně byl profil zúžen pro jedno pruhovou silnici.
Součástí výstavby tunelu bylo přeložení části silnice č. 337 v délce 580 metrů a výstavba protilavinových stěn. Část rubaniny byla použita na rozšíření silnice zasypáním části ledovcového jezera Veitastrondvatnet a část na výstavbu protilavinového valu v délce 330 metrů a výšce 20 metrů v úseku Lindeskreda. Náklady na výstavby činily 253,7 miliónů norských korun.